# نسل‌کشی در تاریخ
نسل‌کشی در تاریخ (انگلیسی: Genocides in history) نسل‌کشی تخریب عمدی و سیستماتیک، به‌طور کامل یا جزئی، یک گروه قومی، نژادی، مذهبی یا ملی است. این اصطلاح در سال ۱۹۴۴ توسط رافائل لمکین ابداع شد. در ماده ۲ کنوانسیون پیشگیری و مجازات جنایت نسل‌کشی (کنوانسیون نسل‌کشی) (CPPCG) 1948 به‌عنوان هر یک از اعمال زیر که به قصد نابودی کلی یا جزئی گروه‌های قومی، نژادی یا مذهبی، یک کشور انجام می‌شود، تعریف شده‌است. به این ترتیب:
1. کشتن اعضای گروه
2. وارد کردن صدمات جدی جسمی یا روحی به اعضای گروه
3. تحمیل عمدی به شرایط زندگی گروه، که برای نابودی فیزیکی آن به‌طور کامل یا در نتیجه محاسبه شده
4. اعمال تدابیری برای جلوگیری از تولد در داخل گروه؛ [و] انتقال اجباری کودکان گروه به گروهی دیگر[۱]

نسل‌کشی به نابودی عَمدی و سازمان‌یافتهٔ کامل یا جزئی یک گروه قومی، نژادی، مذهبی یا ملّی گفته می‌شود. چنین اصطلاحی در سال (۱۹۴۴) توسط رافائل لمکین استفاده شد. مادهٔ دوم پیمان‌نامهٔ پیشگیری و مجازات جنابت نسل‌کشی در سال (۱۹۴۸) بیان می‌کند که «هریک از اقدامات زیر به قصد نابودی کامل یا بخشی از یک ملّیت، قوم، نژاد یا گروه مذهبی مِصداق بارز نسل‌کشی است. این موارد شامل نابودی اعضای گروه، صدمات جدی جسمی یا روحی وارده به اعضای گروه، تحمیل عَمدی شرایط سخت زندگی به گروه در راستای نابودی فیزیکی همه جانبه یا بخشی از آنها و همچنین تحمیل اقدامات مدنظر جهت ممانعت از زاد و ولد در گروه و انتقال اجباری فرزندان آنها از گروهی به گروه دیگر است».
در مقدمهٔ پیمان‌نامهٔ پیشگیری و مجازات جنایت نسل‌کشی آمده که «بر پایهٔ قوانین بین‌المللی، نسل‌کشی جنایتی است برخلاف ماهیت و اهداف سازمان ملل متحد و ارتکاب به آن در جهان متمدن محکوم می‌شود.» این پیمان‌نامه همچنین بیان می‌کند که «نسل‌کشی در تمام دوره‌های تاریخی باعث تحمیل صدمات جبران‌ناپذیری به بشریت شده‌است».

## تعاریف جایگزین
بحث بر سر تفسیر و شُمول قانونی مفهوم نسل‌کشی همچنان ادامه دارد. یکی از این تعاریف، تعارضاتی است که توسط دیوان کیفری بین‌المللی تعیین شده‌است. محمدحسن کاکار عقیده دارد که این تعریف بایستی مشتمل بر گروه‌های سیاسی یا هر گروهی باشد که توسط مرتکبان این جنایت شناخته شده باشد. ترجیح وِی تعاریفی از فرانک چالک و کرت یوناسون است که نسل‌کشی را «نوعی کشتار جمعی یکطرفه می‌دانند که در آن حکومت یا مقامات دیگر قصد نابودی گروهی را دارند که توسط عاملان آن جنایت تعریف شده و مشخص باشند».

## نسل‌کشی‌های قبل از جنگ جهانی اول
ارزیابی نسل‌کشی‌های قبل از جنگ جهانی اول نتیجهٔ مطالعاتی جدید مبتنی بر حقایق و واقعیات است. این در حالیست که هدف از گزارش‌های قبلی، اغلب تأکید بر برتری و قدرت عاملان نسل‌کشی بوده‌است. بنا به اظهارات فرانک چالک، هلن فین و کرت یوناسون، اگر یک گروه از مردم غالب و مسلّط با شمار دیگری از آنها که طرد شده و دچار محرومیت اجتماعی هستند اشتراک چندانی نداشته باشند، گروه مسلّط و برتر به آسانی گروه محروم را به عنوان موجوداتی کم ارزش تلّقی می‌کند. گروه مطرود ممکن است به عنوان تهدیدی شناخته شود که حذف و نابودی آن ضروری است. 

## نسل‌کشی‌های جنگ جهانی اول تا جنگ جهانی دوم
مفهوم جنایت علیه بشریت برای نخستین بار بعد از گذشت یک سال از آغاز جنگ جهانی اول در سال (۱۹۱۵) و در بحبوحهٔ ارسال نامه‌ای از طرف متفقین به امپراتوری عثمانی (به عنوان یکی از اعضای مرکزی متفقین) به حوزهٔ روابط بین‌الملل وارد شد. این نامه جهت اعتراض به نسل‌کشی‌های اخیر دولت عثمانی در قلمرو امپراتوری خود شامل نسل‌کشی ارامنه، نسل‌کشی آشوریان، نسل‌کشی یونانیان و قحطی بزرگ در منطقهٔ جِبَل لبنان (لبنان و غرب سوریه) ارسال شد. نسل‌کشی ۶ میلیون یهودی اروپایی توسط نازی‌ها در طی جنگ جهانی دوم به عنوان «هولوکاست»، اولین نمونهٔ نسل‌کشی در تاریخ است که مطالعات بسیار زیادی بر روی آن صورت گرفته‌است. یکی از بحث برانگیزترین پرسش‌ها در میان پژوهشگران حوزهٔ مطالعات تطبیقی در این زمینه، توجه به مشکل منحصر به فرد بودن واقعهٔ هولوکاست است که در طی دههٔ (۱۹۸۰) مبدل به مناقشه ای در بین موّرخان آلمان غربی شد. یکی دیگر از ابهامات، وجود وقایع تاریخی مشابه با هولوکاست است که منتقدان آن را بی‌اهمیت قلمداد می‌کنند. 